# STS-61C
STS-61C — седьмая миссия MTKK «Колумбии», двадцать четвёртый полёт Спейс Шаттла. Корабль стартовал 12 января 1986 года, после множества переносов старта с 18 декабря 1985 года. Первый полет после множества доработок шаттла сделанных после миссии STS-9 состоявшейся в ноябре 1983. Через 10 дней после посадки «Колумбии» при запуске произошла гибель «Челленджера» STS-51L.

## Экипаж
- (НАСА) Роберт Гибсон (Robert L. Gibson) (2-й космический полёт) — командир экипажа шаттла;
- (НАСА) Чарльз Болден (Charles Bolden) (1) — пилот (будущий директор НАСА, второй афроамериканец в космосе);
- (НАСА) Джордж Нельсон (George Nelson) (2) — специалист по программе полёта 1;
- (НАСА) Стивен Хоули (Steven Hawley) (2) — специалист по программе полёта 2;
- (НАСА) Франклин Чанг-Диаз (Franklin Chang Díaz) (1) — специалист по программе полёта 3;
- (НАСА) Билл Нельсон (Bill Nelson) (единственный) — специалист по полезной нагрузке 1 (второй член конгресса в космосе по программе «Политик в космосе»);
- (НАСА) Роберт Сенкер (Robert J. Cenker) (единственный) — специалист по полезной нагрузке 2, компании RCA (изготовителя и владельца спутника, был отобран для подготовки к полету за 9 месяцев до миссии).

## Параметры миссии
- Масса:
  - Стартовая при запуске: 116 121 кг
  - Полезной нагрузки: 14 724 кг

## События на старте
Старт, первоначально запланированный на 18 декабря 1985 года, был отложен на один день в связи с тем, что потребовалось дополнительное время для закрытия кормового отделения шаттла. Следующая попытка 19 декабря 1985 года была прервана на этапе Т-14 секунд, причиной послужили сигналы с правого твердотопливного ускорителя о достижение максимального значения RPM в модуле питания гидравлической системы, позднее оказалось что сообщение об ошибке было ложным. Через 18 дней, 6 января 1986 года, была предпринята ещё одна попытка запустить шаттла, однако в фазе Т-31 секунд и она была прервана из-за утечки 1,8 тонн жидкого кислорода из внешнего топливного бака. Процедура запуска на следующий день, 7 января 1986 года, опять была прервана на этапе Т-9 минут из-за плохой погоды в обоих заокеанских местах посадки Морон в Испании и Дакар в Сенегале). После двух дней ожидания, 9 января 1986 год очередная попытка старта была прервана из-за того что датчик жидкого кислорода на стартовой площадке оторвался и попал в предклапанную систему основного двигателя номер 2. С 10 и 11 января 1986 года во Флориде прошли сильные ливневые дожди, поэтому старт был отложен до 12 января. И, наконец, 12 января 1986 года, спустя почти месяц от первоначальной даты, обратный отсчёт прошёл без прерываний и шаттл «Колумбия» поднялся в небо без каких либо приключений. 

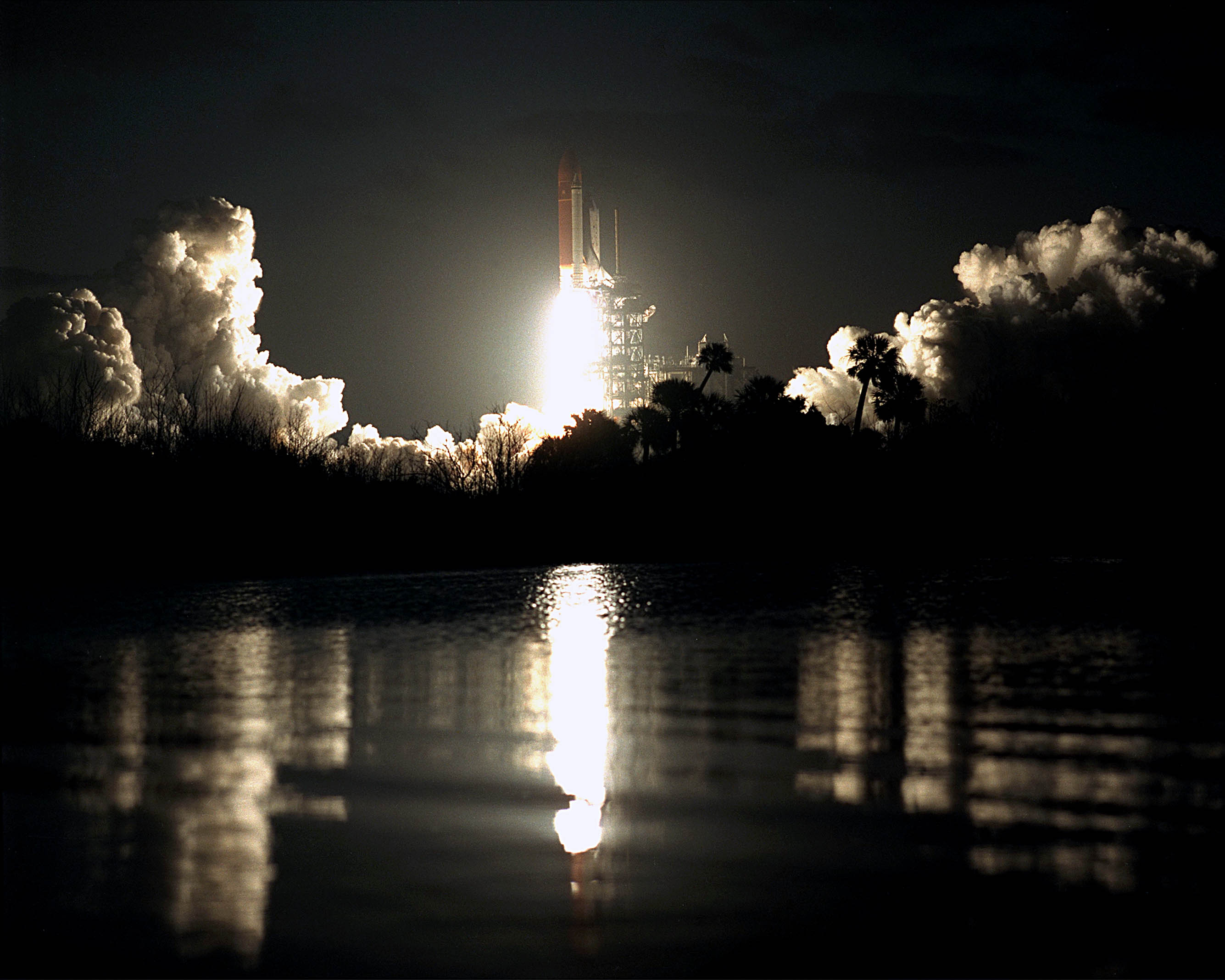
Запуск Спейс Шаттла «Колумбии» миссии STS-61C, 12 января 1986

## Задачи полёта

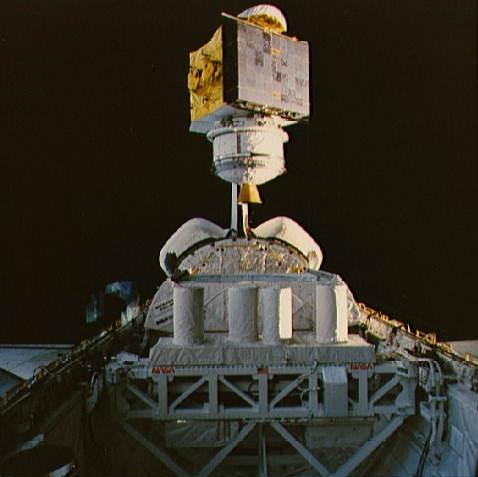
Вывод спутника Satcom-KU1 на орбиту.

Одной из задач экспедиции было выведение на орбиту американского коммерческого спутника связи Satcom-KU1 с помощью модифицированного дополнительного двигателя PAM-D2. Это был второй спутник из серии трех спутников. Первый спутник был запущен миссией STS-61B, запуск третьего был запланирован в 1987 году, но в связи с катастрофой «Челленджера» был запущен позднее.
А также проведение экспериментов по астрофизике и обработки материалов: научная лаборатория (Materials Science Laboratory-2 — MSL-2); Hitchhiker G-1; эксперимент по съёмке в инфракрасном диапазоне (Infrared Imaging Experiment — IR-IE); эксперимент по хранению крови (Initial Blood Storage Experiment — IBSE); выращивание протеинового кристалла вручную (Hand-held Protein Crystal Growth — HPCG); три эксперимента в рамках привлечения студентов к программе шаттлов (Shuttle Student Involvement Program — SSIP) и 13 спецконтейнеров (GAS), 12 из которых были смонтированы на специальном мостике.
В рамках одного из экспериментов, который был назван «Программа активного наблюдения за кометой Галлея» (CHAMP), предполагалось фотографирование этой кометы 35-миллиметровой камерой через верхнее окно в кормовой части полетной палубы. Но этот эксперимент не был выполнен из-за проблем с аккумуляторной батареей камеры.

## События при посадке
Из-за переносов старта «Колумбии» и следующей миссии «Челленджера» STS-51L которая была запланирована на 22 января 1986 года, было решено сократить длительность миссии до 4 дней. Впервые за долгое время посадку решено было проводить в Космическом центре Кеннеди (напомним, что из-за повреждений шасси при посадках на полосу в КЦК приземления шаттлов перенесли на авиабазу Эдвардс до устранения причин) 17 января 1986 года (позднее перенесено на 16 января). Однако все попытки приземлиться в КЦК 16 и 17 января были отменены из-за плохой погоды. 18 января 1986 года буйство погоды в КЦК продолжалось, поэтому решено было сажать шаттл на авиабазе Эдвардс. Ночная посадка прошла успешно. Продолжительность полёта составила 6 суток 2 часа и 4 минуты, хотя вначале была рассчитана на 7 дней, а потом сокращена до 4 дней. Через 10 дней после посадки при запуске произошла гибель «Челленджера» STS-51L.

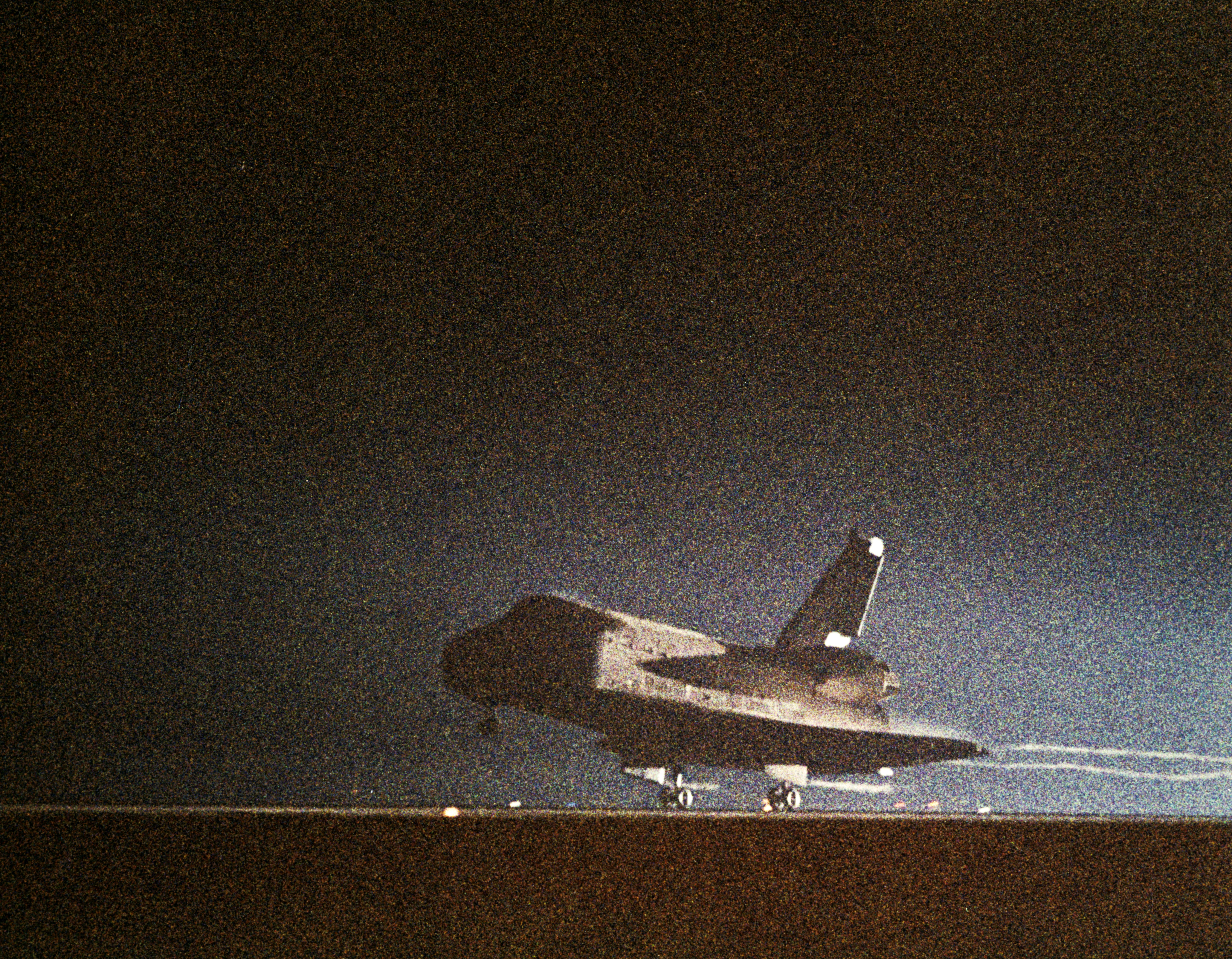
Приземление Спейс Шаттла «Колумбии» миссии STS-61C, 18 января 1986

## Следующая миссия «Колумбии»
Следующая миссия «Колумбии» STS-61E была запланирована на 6 марта 1986 года для наблюдения кометы Галлея (ASTRO-1), через 47 дней после завершения предыдущей миссии «Колумбии», но была отменена в связи с катастрофой «Челленджера» STS-51L.
В дальнейшем следующая миссия «Колумбии» STS-28 состоялась 8-13 августа 1989 года.